# III. Vilmos angol király
III. Vilmos angol király (Hága, 1650. november 14. – London, 1702. március 8.) születésétől fogva orániai herceg volt. 1672-től III. Orániai Vilmos néven a Holland Köztársaság legtöbb tartományának helytartójaként uralkodott. 1689-től III. Vilmos néven Anglia és Írország, II. Vilmos néven pedig Skócia királya volt. Észak-Írország és Skócia lakói maguk között csak King Billyként emlegetik. Vilmos, aki az Oránia–Nassaui-ház tagja volt, az angol, skót és ír koronát az 1688-as angol forradalom után szerezte meg; nagybátyját (és egyben apósát), II. Jakabot megfosztották trónjától. Ebben a három országban feleségével, II. Máriával együtt uralkodott, annak 1694. december 28-án bekövetkezett haláláig.
Protestáns uralkodóként Vilmos – más protestáns és katolikus hatalmakkal szövetségben – több háborút is vívott a katolikus XIV. Lajos francia királlyal. Sok protestáns a vallás védelmezőjeként tekintett rá, így könnyen el tudta fogadtatni magát azokkal, akik II. Jakab uralkodása idején tartottak a katolicizmus újraéledésétől. Észak-Írországban az Orániai Rend a mai napig minden évben megemlékezik a boyne-i csatáról, amelyben Vilmos 1690-ben legyőzte II. Jakabot. Vilmos uralkodásával kezdődött az átmenet a Stuart-ház abszolutizmusából a Hannover-ház parlamentáris uralkodásába.

## Ifjúkora

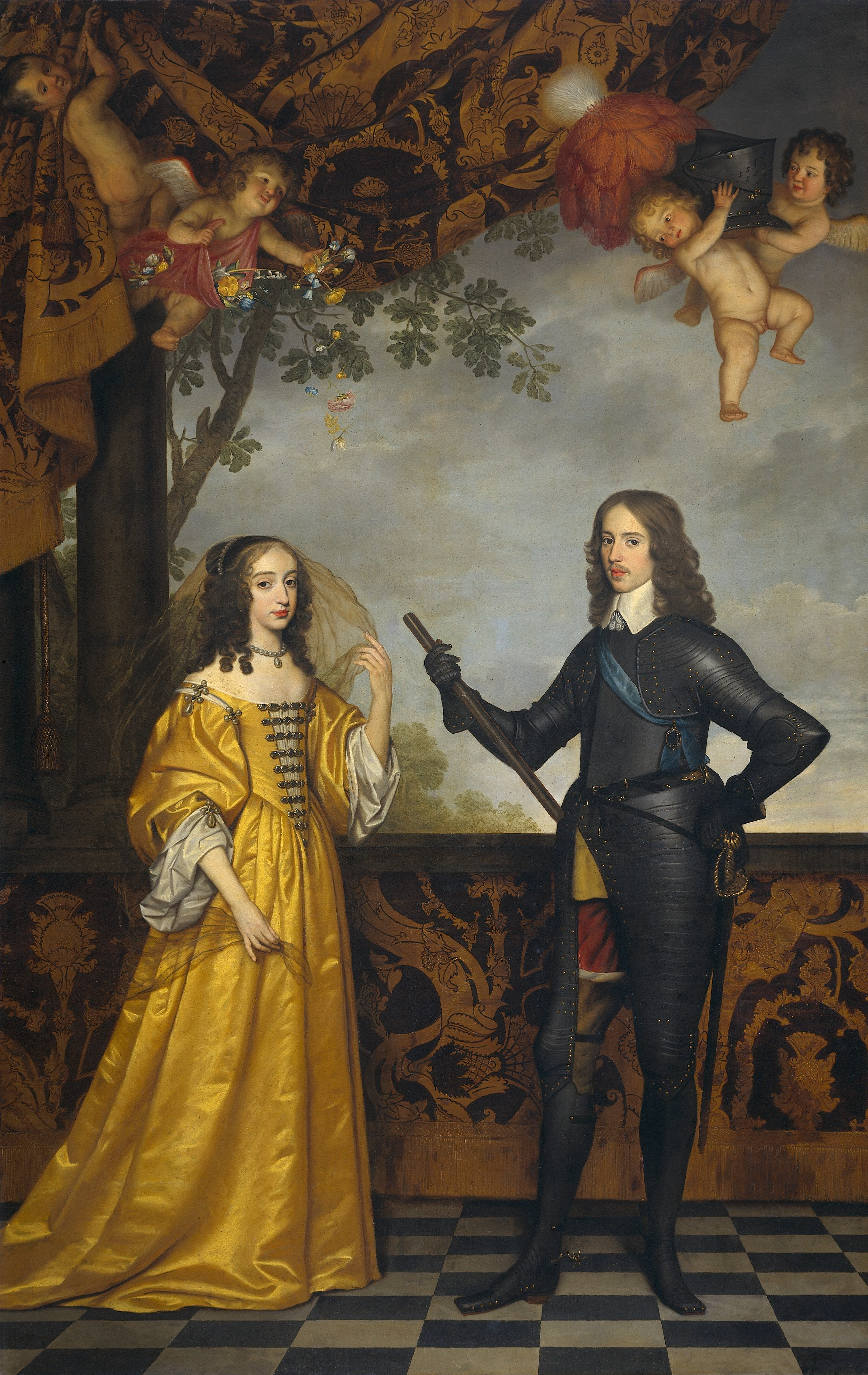
Vilmos szülei: II. Vilmos orániai herceg és Stuart Mária angol királyi hercegnő

### Születése és családja
Orániai Vilmos Henrik, II. Vilmos orániai herceg és helytartó és Mária orániai hercegné egyetlen gyermeke 1650. november 4-én született Hágában. Vilmos születése előtt nyolc nappal apja fekete himlőben meghalt, így születése pillanatától Oránia hercege lett. Édesanyja és apai nagyanyja, Solms–Braunfelsi Amália között komoly vita bontakozott ki az újszülött nevét illetően. Mária fivére után Károlynak akarta elnevezni, Amália viszont a Vilmos névvel a helytartói cím elnyerésére való esélyeit akarta növelni. Végrendeletében II. Vilmos feleségét jelölte meg a gyermek törvényes gyámjaként, ám ő még az irat aláírása előtt elhunyt, így a testamentum nem léphetett érvénybe. 1651. augusztus 13-án a Hoge Raad (Legfőbb Tanács) a gyámságot Vilmos anyja, apai nagyanyja és Frigyes Vilmos brandenburgi választófejedelem között osztotta meg; Frigyes Vilmos felesége, Hesseni Lujza Henrietta II. Vilmos legidősebb nővére volt.

### Gyermekkora és taníttatása

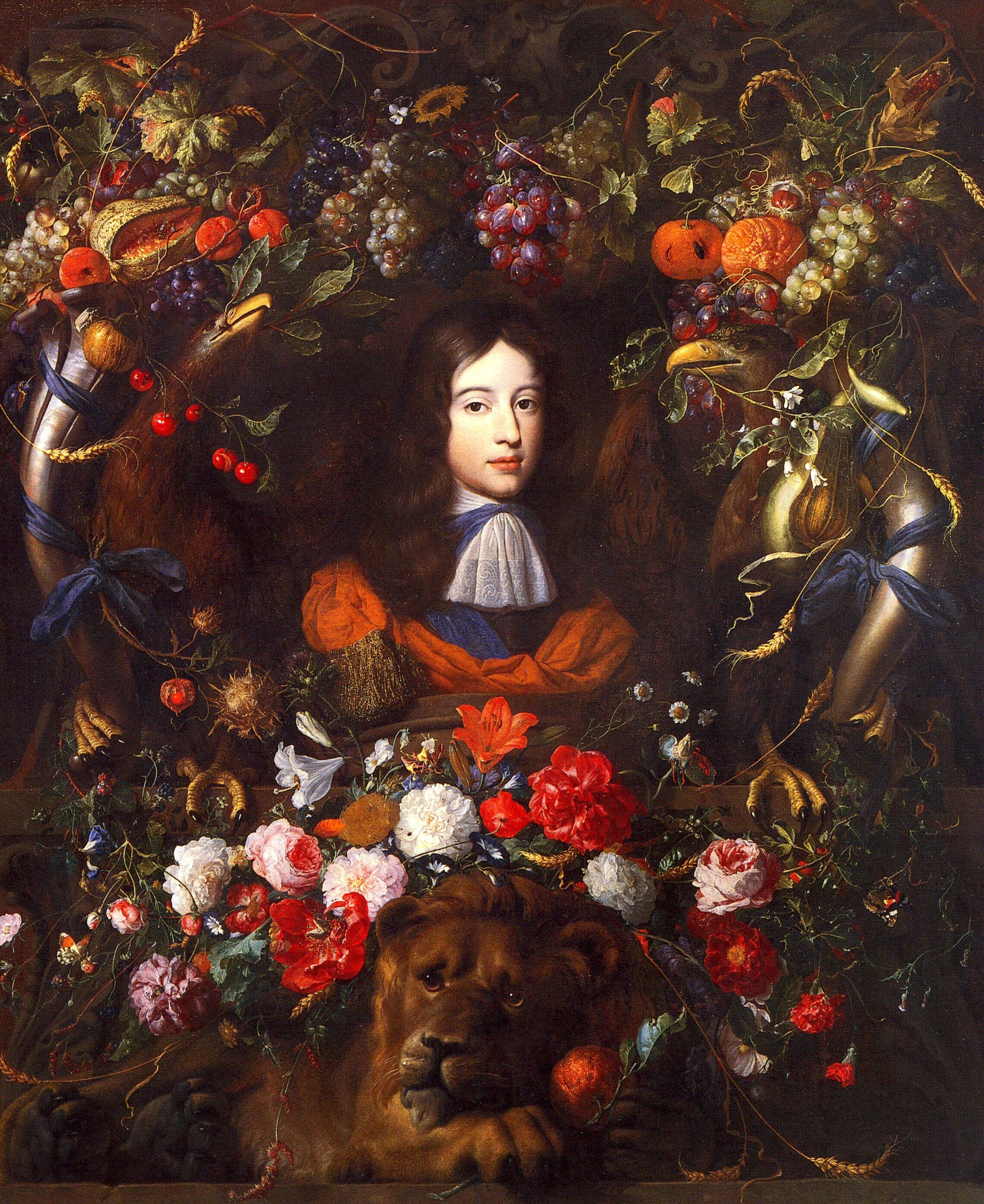
Jan Davids de Heem: A király arcképe tízévesen

Vilmos anyja kevés érdeklődést mutatott gyermeke iránt. Előfordult, hogy évekig nem találkozott vele, emellett tudatosan távol tartotta magát a holland társadalomtól. A gyermek nevelését kezdetben holland nevelőnők látták el, ám néhány angol származású nevelője is volt, köztük Walburg Howard. 1656 áprilisától Cornelis Trigland református prédikátor, Gisbertus Voetius követője volt a herceg hittantanára. A Discours sur la nourriture de S.H. Monseigneur le Prince d’Orange című rövid értekezés, amit valószínűleg Vilmos Constantijn Huygens nevű tanítója írt, a herceg számára ideális tananyagot mutatja be. Ezek a leckék arról szóltak, hogy a herceg az isteni gondviselés eszközének volt predesztinálva, beteljesítve ezzel az Orániai–Nassaui-ház történelmi végzetét.

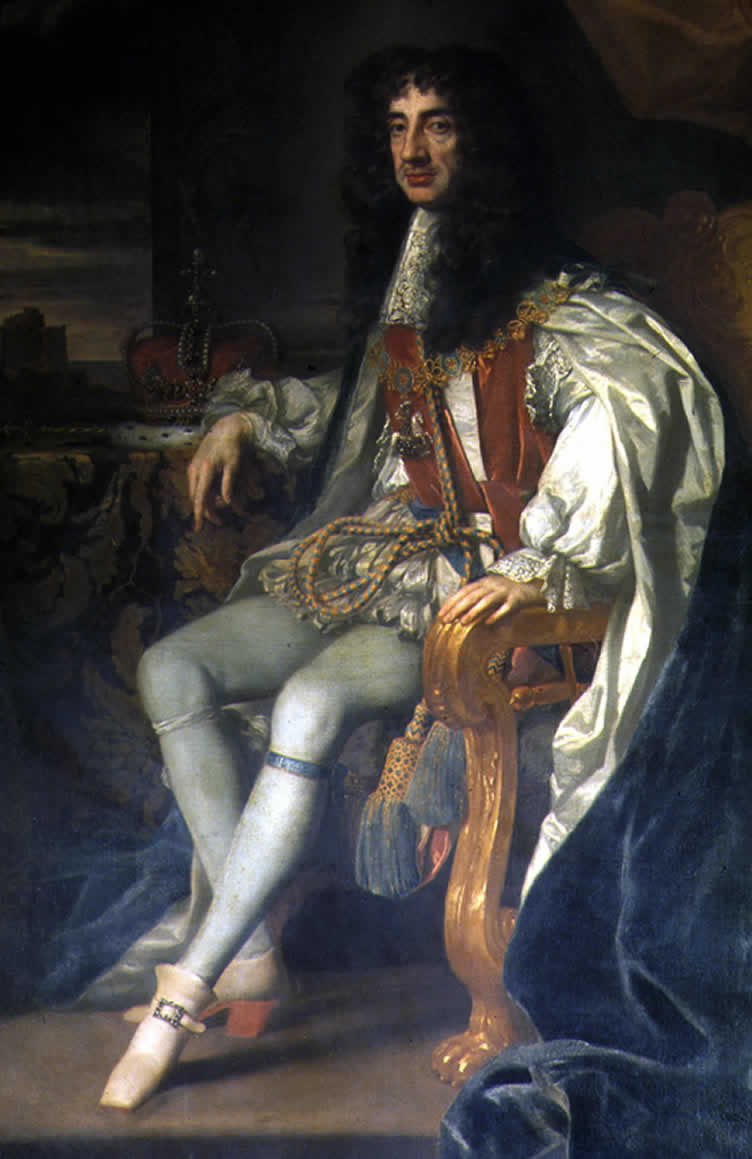
Vilmos nagybátyja, II. Károly angol király

1659 elejétől Vilmos hét évig tanult a leideni egyetemen Hendrik Bornius etikaprofesszor irányításával, bár hivatalosan sohasem íratták be az intézménybe. Míg a delfti Prinsenhofban élt, Vilmos szűk kíséretéhez tartozott Hans Willem Bentinck és az új kormányzó, Frederick Nassau de Zuylestein, Frigyes Henrik orániai herceg törvénytelen fia. A herceget Samuel Chappuzeau tanította francia nyelvre, akit Vilmos nagyanyja a gyermek anyjának halála után elbocsátott.
1660. szeptember 25-én Holland tartomány rendi gyűlése elhatározta, hogy saját felügyelete alá vonja Vilmos oktatását annak érdekében, hogy sikeresen tölthessen be egy jövőbeni – még meg nem határozott – kormányzati pozíciót. Ez az állapot nem tartott sokáig. 1660. december 23-án Vilmos anyja is a fekete himlő áldozata lett, mialatt fivérénél, II. Károly angol királynál volt látogatóban. Mivel végrendeletében úgy nyilatkozott, hogy II. Károly képviselje fia érdekeit, az angol király megszüntette a rendi gyűlés felügyeleti jogát a herceg oktatása felett. A rendi gyűlés 1661. szeptember 30-án teljesítette a király utasítását. 1661-ben Zuylestein II. Károlynak kezdett dolgozni, és arra biztatta Vilmost, hogy írjon leveleket a királynak, így kérve segítséget a helytartói cím elnyerésére. Anyja halála után Vilmos oktatása és gyámsága folyamatos vita tárgyát képezte az Orániai-ház támogatói és a köztársaságpártiak között.
A holland állami szervezetek megpróbálták figyelmen kívül hagyni ezeket az intrikákat, de a második angol–holland háború után II. Károly egyik békefeltétele unokaöccse helyzetének javítása volt. Ellenintézkedésként a rendi gyűlés 1666-ban a kormány gyámsága alá helyezte Vilmost; az udvar angolbarát tagjait – köztük Zuylensteint – eltávolították a herceg környezetéből. Vilmos Johan de Wittnél, a rendi gyűlés elnökénél is közbenjárt Zuylenstein maradásáért, de kérésének nem engedtek. De Witt, a köztársaság első számú politikusa saját kezébe vette a herceg tanítását: heti rendszerességgel oktatta az államügyekre, valamint teniszezett vele.

## Uralkodásának első szakasza

### Megfosztása a helytartói címtől

III. Vilmos lóháton

Vilmos apjának halálakor a tartományok megszüntették a helytartói hivatalt. Az első angol–holland háborút lezáró westminsteri békét Oliver Cromwell nyomására egy titkos záradékkal, az Act of Seclusionnel bővítették, és ebben megtiltották, hogy Holland tartomány az Orániai-házból válasszon helytartót. Az angol restauráció után hatályon kívül helyezték az időközben nyilvánosságra került Act of Seclusiont, mivel az azt aláíró Angol Köztársaság megszűnt. 1660-ban Mária és Amália több tartomány rendi gyűlését is megpróbálta rávenni, hogy Vilmost válasszák jövendő helytartójuknak, de a kérésnek eleinte egy tartomány sem tett eleget.
II. Vilmos helytartó hatalma Holland, Zeeland, Utrecht, Gelderland és Overijssel tartományokra terjedt ki; halála után az öt tartomány nem választott új helytartót. Az „Első helytartó nélküli időszak”-ban a tényleges hatalom Johan de Witt kezében volt. 1667 körül, még III. Vilmos tizennyolcadik születésnapja előtt az Orániai párt megpróbálta a hatalomba segíteni őt azzal, hogy megőrizték neki a helytartó és a főhadvezér posztját. Az Orániai-ház visszatérését megakadályozandó de Witt egy 1577-ben, még a spanyolokkal kötött szerződésre hivatkozva azt mondta, hogy ugyanaz a személy nem lehet egyszerre Hollandia főhadvezére és egy tartomány helytartója. Ezek után Holland eltörölte a helytartó hivatalát, és hamarosan a többi tartomány is így tett.

### Konfliktus a köztársaságpártiakkal
1670 novemberében Vilmos engedélyt kapott egy angliai utazásra, hogy megsürgethesse Károlyt, fizesse vissza legalább egy részét annak a 2 797 859 holland forintnak, amivel a Stuart-ház tartozott az Orániai-háznak. Károly nem tudott fizetni, Vilmos pedig beleegyezett, hogy csökkenti a tartozás összegét 1 800 000 forintra. Károly felismerte, hogy unokaöccse elszánt kálvinista és hű holland hazafi, ezért úgy vélte, talán mégsem alkalmas arra, hogy megmutassa neki a franciákkal kötött titkos doveri egyezményt, melynek célja a Holland Köztársaság lerombolása és egy kisebb holland állam kialakítása, aminek az „uralkodójává” Vilmost nevezték volna ki. Politikai nézeteik különbsége mellett Vilmos rádöbbent, hogy Károly és János életstílusa is mereven eltért az övétől; főképp az ivás, a szerencsejátékok és a szeretők kötötték le őket.
A következő évben a köztársaság egyre inkább veszélybe került, ahogy világossá vált az angol–francia támadás lehetősége. Gelderland szívesen látta volna Vilmost hadvezérként, fiatal kora és tapasztalatlansága ellenére. 1671. december 15-én Holland tartomány azt javasolta, hogy Vilmost csak egyetlen hadjárat erejéig nevezzék ki. A herceg elutasította az ajánlatot, majd február 25-én sikerült kompromisszumot kötni: egy nyár erejéig kinevezi őt Hollandia parlamentje, amit végleges kinevezés követ huszonkettedik születésnapján. Eközben Vilmos titkos levelet írt Károlynak 1672 januárjában, kérve nagybátyját, hogy a helyzetet kihasználva gyakoroljon nyomást a holland parlamentre, és neveztesse ki őt helytartóvá. Cserébe a köztársaság Anglia szövetségesévé válna. Károly nem reagált a javaslatra, és tovább szőtte terveit a franciákkal.

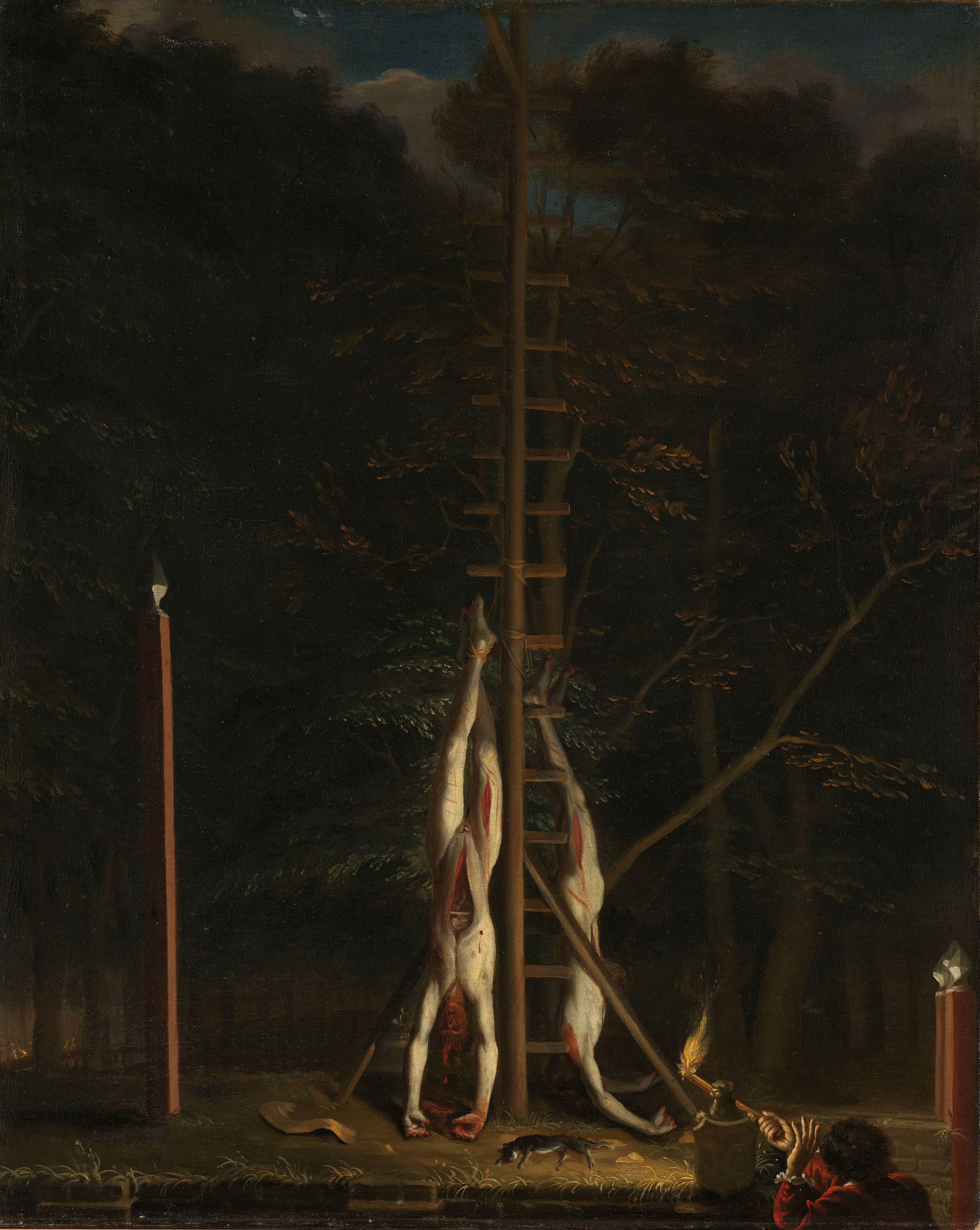
A de Witt fivérek legyilkolása

## Helytartóvá válása

### „A katasztrófa éve”: 1672
Hollandia számára 1672 „a katasztrófa éve” (Rampjaar ) volt. XIV. Lajos francia király hadserege Münster és Köln támogatásával betört az országba, kitört a francia–holland háború, s a Napkirályt a tengeren Anglia flottája is támogatta (harmadik angol–holland háború). Az erős francia haderő hamar megszállta egész Hollandiát. Az ország védelmében a kormányzat a gátak megnyitására kényszerült, így Holland tartomány a „vízvonal” (oude hollandse waterlinie) mögött biztonságban maradt. De Witt nem tudott békét kötni Franciaországgal, ezért megbuktatták. Később ő és fivére, Cornelis de Witt is a hágai csőcselék áldozatául esett; a történészek szerint III. Vilmosnak is volt köze a gyilkossághoz. Az orániai párt teljes győzelmet aratott; az 1577-es szerződést érvénytelenítették, Vilmos pedig Holland, Zeeland és Utrecht helytartója lett. Kinevezték Hollandia főhadvezérévé és admirálisává is. Gelderland és Overijssel csak 1675-ben választotta helytartójává.
Vilmos folytatta a harcot a francia és angol megszállók ellen, utána pedig szövetséget kötött Spanyolországgal. Miután Michiel de Ruyter tengernagy több fontos ütközetben legyőzte az angol–francia egyesített flottaerőket, Orániai Vilmos 1674-ben békét kötött az angolokkal. Hogy pozícióját megerősítse, feleségül vette egyik elsőfokú unokatestvérét, Máriát, Jakab yorki herceg (később II. Jakab néven angol király) leányát. Az esküvőt 1677. november 4-én tartották; házasságuk boldogtalan volt, gyermekük sem született. Mivel XIV. Lajos nem akart Anglia és Hollandia ellen is háborúzni, 1678-ban ő is békét kötött. Ennek ellenére XIV. Lajos újabb támadásai arra késztették Vilmost, hogy 1686-ban csatlakozzék az augsburgi ligához. (Ezt a franciaellenes szövetséget, amelyet Nagy Szövetségnek, Grande Alliance-nak is neveztek, a Német-római Birodalom, Svédország, Spanyolország, Bajorország és több más német állam alakította meg – később, 1689-ben, a pfalzi örökösödési háborúban Anglia is csatlakozott hozzá).

### Házassága

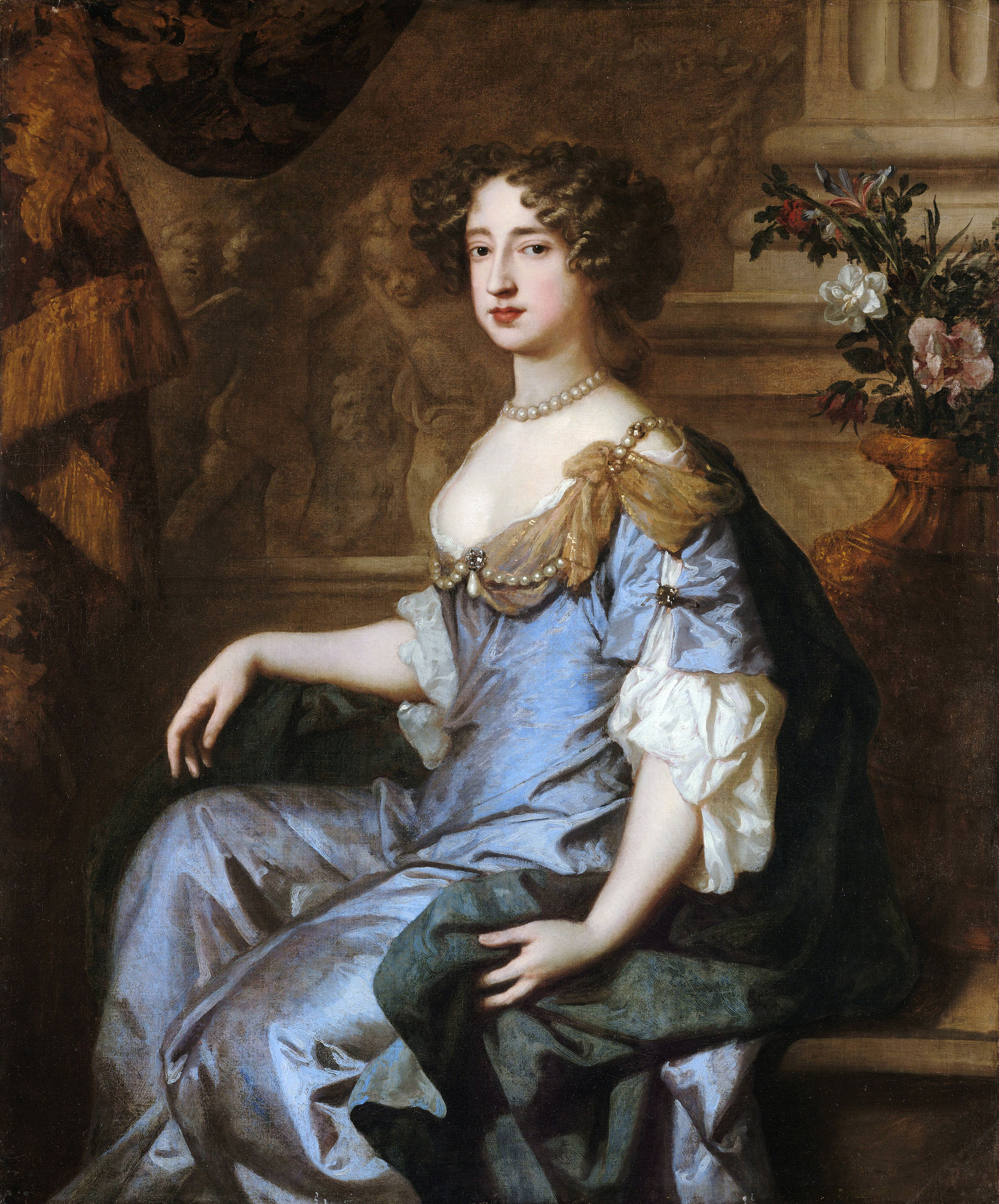
II. Mária angol királynő

A Franciaországgal folyó háború ideje alatt Vilmos megpróbálta erősíteni pozícióját azzal, hogy feleségül vette nála tizenegy évvel fiatalabb unokahúgát, Máriát, York hercegének lányát. Bár számított arra, hogy az amszterdami kereskedők részéről – akik nem szívelték szintén Stuart-házból származó anyját – ellenállásba ütközik, de úgy vélte, házassága növeli az esélyeit Károly királyságainak megszerzésére, és segíthet rávenni az angol uralkodót, hogy felhagyjon franciabarát politikájával. 1677. november 4-én Henry Compton püspök adta össze a párt. Mária nem sokkal később várandós lett, de elvetélt. 1678-ban megbetegedett, és ezután már többé nem fogant meg.
Házassága alatt Vilmosnak egyetlen szeretőjéről, Elizabeth Villiers-ről lehet tudni.

#### Homoszexualitás-vádak
Az 1690-es években felerősödtek a pletykák, miszerint Vilmosnak homoszexuális hajlamai lennének. A témáról számos szatirikus röpirat született. Wout Troost szerint Vilmos több férfival is bizalmas viszonyt folytatott; közéjük tartozott Van Zuylen van Nijveld rotterdami törvényszolga és két holland udvaronc, akiknek Vilmos Angliában méltóságokat is adott: Hans Willem Bentinck Portland első earlje lett, Arnold Joost van Keppel pedig Albemarle első earlje. E férfiakhoz fűződő szoros kapcsolata és az ágyasok hiánya miatt Vilmos ellenségeiben felébredt a gyanú, hogy a férfiakat preferálja. Az életrajzírók nincsenek egységes állásponton, néhányuk szerint a pletykát csupán Vilmos ellenségei terjesztették, míg mások úgy vélik, lehet benne igazság.

### Béke Franciaországgal
1685-ben Vilmos apósa II. Jakab néven angol király lett. Jakab katolikus volt, ami miatt meglehetősen népszerűtlen volt alattvalói körében. Vilmos megpróbálta kibékíteni apósát a protestánsokkal, mert szerette volna, ha Anglia is csatlakozik az augsburgi ligához, és eközben Jakab nem támad a protestánsokra. 1687-re világossá vált, hogy Anglia nem csatlakozik a ligához. Hogy elnyerje az angol protestánsok támogatását, Vilmos nyíltan bírálni kezdte Jakab valláspolitikáját. A legtöbb angol politikus szövetségest látott Vilmosban, ezért tárgyalni kezdtek egy Anglia elleni invázió tervéről.

## A dicsőséges forradalom

### Anglia megszállása
Vilmos először ellenezte egy invázió tervét. Ezalatt Angliában Jakab második felesége, Mária modenai hercegnő fiút szült (Stuart Jakab Ferenc Edward), aki miatt nem Mária, Jakab lánya örökölte volna a trónt. Az elégedetlenséget csak fokozta, hogy bíróság elé idéztek hét püspököt, akik nyíltan ellenezték Jakab valláspolitikáját, és petíciót adtak át neki, hogy változtasson ezen. A püspökök felmentése Jakab kormányzatának kudarcát jelentette. A kormány döntéseit egyre többször vették semmibe.
Vilmos még mindig nem akart inváziót, mert azt gondolta, hogy az emberek nem örülnének egy külföldi támadásnak. Emiatt azt akarta, hogy a legnagyobb angol protestánsok kérjék meg, hogy induljon el. 1688. június 30-án – amikor a hét püspököt szabadon engedték – politikusok csoportja, a „Halhatatlan Hetes” levelet írt, melyben felkérték, hogy hozzon sereget. Vilmos megkezdte az előkészületeket, terveit 1688 szeptemberében hozta nyilvánosságra. Holland seregével 1688. november 5-én szállt partra Brixhamben. "Brill" nevű hajójáról egy helyi halász, Peter Varwell kísérte le, hogy kihirdesse „Anglia és a protestáns vallás szabadságát”. Vilmos 15 500 katonát és 4000 lovat hozott magával. Gilbert Burnet, Salisbury püspöke szerint 14 352-en voltak. Jakab támogatói szinte azonnal elhagyták a királyt; a protestáns tisztek otthagyták a sereget (a leghíresebb John Churchill, Jakab legtehetségesebb hadvezére volt), befolyásos nemesek álltak Vilmos mellé. Bár az eseményeket és Jakab leváltását ma dicsőséges forradalomként emlegetik, valójában puccsot hajtottak végre.
Jakab megpróbált ellenállni, de rájött, hogy próbálkozása eredménytelen. Küldötteket indított Vilmoshoz, hogy tárgyaljanak, de december 11-ére titokban szervezni kezdte menekülését. Halászok egy csoportja elfogta és visszavitte Londonba, de december 23-án ismét sikerült elmenekülnie. Vilmos megengedte Jakabnak, hogy elhagyja az országot, mert nem akart katolikus mártírt csinálni belőle.

### Királlyá választása
1689-ben Vilmos összehívta a parlamentet, ahol sokáig vitatkoztak arról, hogy mi legyen az országgal. Vilmos nem érezte pozícióját biztonságosnak; bár csak felesége örökölhette a trónt, ő mégis a saját jogán akart király lenni, nem pedig társuralkodóként. Az egyetlen alkalom, amikor Angliában két társuralkodó regnált, 1553 és 1558 között volt. Amikor Mária összeházasodott Fülöp spanyol herceggel, megegyeztek, hogy Fülöpé lesz a királyi cím. Címét csak Mária haláláig viselhette, de még ezalatt is komoly megszorításokkal uralkodhatott. Ezzel szemben Vilmos azt a feltételt szabta, hogy felesége esetleges halála után is király marad. Bár néhányan azt akarták, hogy II. Mária egyeduralkodó legyen, ő férjéhez való hűsége miatt lemondott erről a lehetőségről.
1689. február 19-én a parlament kiadta a Jognyilatkozatot (Declaration of Right). Megállapította, hogy II. Jakab 1688. december 11-i szökésével lemondott az uralkodó jogairól, és a királyi szék betöltetlen. A koronát nem Jakab fia kapta, hanem lánya, Mária és annak férje, Vilmos mint társuralkodók. A parlament kimondta azt is, hogy „a királyi hatalommal járó feladatokat csak az előbb említett orániai herceg láthatja el saját és az előbb említett hercegnő nevében, amíg együtt uralkodnak”.
Vilmost és Máriát 1689. április 11-én koronázta meg London püspöke, Henry Compton, a Westminsteri apátságban. A koronázást hagyományosan Canterbury érseke szokta végezni, de az akkori érsek, William Sancroft nem ismerte el II. Jakab eltávolítását. A koronázás napján az angolnál sokkal megosztottabb skót parlament kimondta, hogy II. Jakab többé nem Skócia királya. A skót koronát felajánlották Vilmosnak és Máriának, és ők azt május 11-én el is fogadták. Skóciában Vilmos II. Vilmos néven uralkodott, mert ott csak egy Vilmos nevű elődje volt.

### A forradalom eredményei
III. Vilmos is támogatta az 1689-es türelmi rendelet (Act of Toleration) elfogadását, ami a nem anglikán hívőknek is szabad vallásgyakorlatot biztosított. Ennek ellenére a rendelet nem vonatkozott azokra, akik nem voltak keresztények, akik tagadták a Szentháromságot vagy római katolikusok voltak. Nem volt olyan széles körű, mint II. Jakab 1687-es türelmi rendelete (Declaration of Indulgence), mely az összes embernek szabad vallásgyakorlást biztosított.
1689 decemberében fogadták el az angol történelem egyik legfontosabb dokumentumát, a Bill of Rights-t (a Jogok törvényét). E törvény újra megfogalmazta és megszilárdította a Jognyilatkozat több rendelkezését. A királyi felségjogokat erősen korlátozva megteremtette a világ első alkotmányos monarchiáját. Kimondta, hogy az uralkodó:
- önállóan nem alkothat és nem is helyezheti hatályon kívül a parlament által elfogadott törvényeket,
- köteles betartani a parlament által hozott törvényeket,
- nem szabhat ki új adókat a parlament hozzájárulása nélkül,
- nem zárkózhat el a kérvények elől,
- békeidőben nem tarthat állandó hadsereget a parlament hozzájárulása nélkül,
- nem tagadhatja meg a protestánsoktól a fegyverviselés jogát,
- indokolatlanul nem szólhat bele a parlament szavazásaiba,
- nem büntetheti meg a parlamenti képviselőket azért, amit a vitákon mondtak,
- nem szabhat ki kegyetlen, szokatlan büntetéseket,
- amnesztiát adhat.

„A király uralkodik, de nem kormányoz” elv értelmében a törvényeket ezentúl a választott parlament hozta, a hadsereg és a pénzügyek a parlament hatáskörébe került. A kormány tagjait a király nevezte ki a többséghez jutott párt soraiból. Lefektették az az alapelvet, hogy senki sem vonható felelősségre, amíg bűnössége nem bizonyított. Megteremtették a precedensjog rendszerét, kimondva, hogy az országnak nem lesz írott alkotmánya; ennek szerepét a törvények és az elfogadott szokások töltik be. Az új elvek alapján fokozatosan kiépült a királytól és a parlamenttől is független bíróságok rendszere.
Vilmosnak nem tetszettek ezek a megszorítások, de elég bölcs volt ahhoz, hogy belássa, a parlament erősebb nála. Végül elfogadta a parlament döntéseit.
A Jogok törvénye az öröklés rendjéről is rendelkezett. A társuralkodók egyikének halála után a másik egyedül uralkodhatott tovább, utánuk Mária húga, Anna hercegnő és az ő leszármazottai következtek az öröklési sorban. Végül úgy döntöttek, hogy ha Vilmosnak gyermeke születne, ő örökölné a trónt. A törvény kimondta, hogy a trónt csak protestáns utódok örökölhetik, és a trónörökösök közül kizárták azokat is, akik római katolikusokkal házasodtak össze.

## II. Mária társuralkodója

### Belföldi ellenállás
Annak ellenére, hogy Anglia legnagyobb részén elismerték Vilmos uralmát, Skóciában és Írországban komoly ellenállás bontakozott ki. A skót jakobiták – akik szerint II. Jakab volt a törvényes király – 1689. július 27-én mindenki meglepetésére megnyerték a Killiecrankie mellett vívott csatát, de a mozgalom egy hónapon belül elbukott. Vilmos hírnevét erősen megtépázta az 1692-es glencoe-i mészárlás, ahol több mint száz skótot öltek meg azzal az ürüggyel, hogy megkésve fogadtak hűséget Vilmosnak és Máriának. A közvélemény nyomására Vilmos elbocsátotta a felelősöket, de azok még ezután is a király kegyeit élvezték. Ahogy John Dalberg-Acton történész mondta: „az egyik ezredes, a másik lovag, a harmadik főnemes, a negyedik pedig earl lett”.

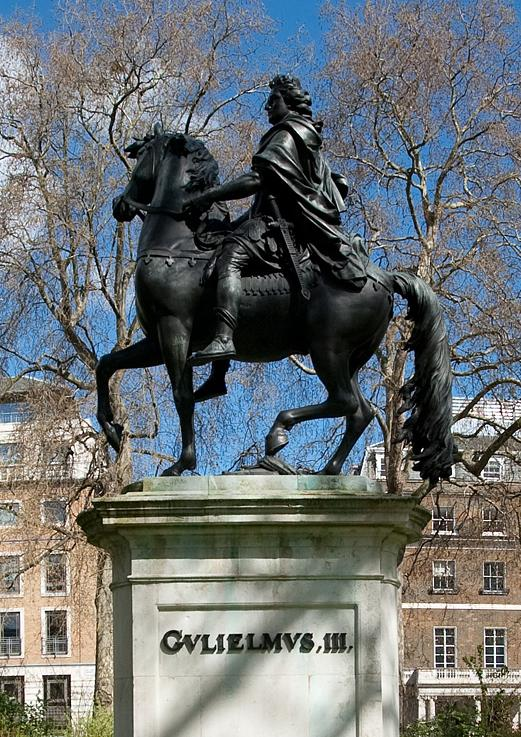
III. Vilmos lovasszobra a londoni St. James téren

Írországban, ahol a felkelőket a franciák támogatták, a harc tovább folytatódott, bár az 1690-es boyne-i csata után II. Jakabnak el kellett hagynia a szigetet. A végső győzelmet azóta minden év július 12-én megünneplik. Miután az egyesült angol-holland flotta 1692-ben La Hogue mellett legyőzte a francia flottát, nyilvánvalóvá vált az angolok tengeri fölénye, és nem sokkal ezután Írországot is legyőzték. Ezalatt a „Nagy Szövetség” komoly vereségeket szenvedett a szárazföldön. Vilmos 1692-ben elvesztette Namurt, ami holland területeihez tartozott, 1693-ban pedig súlyos vereséget szenvedett a landeni csatában.

### Parlament és politikai csoportok

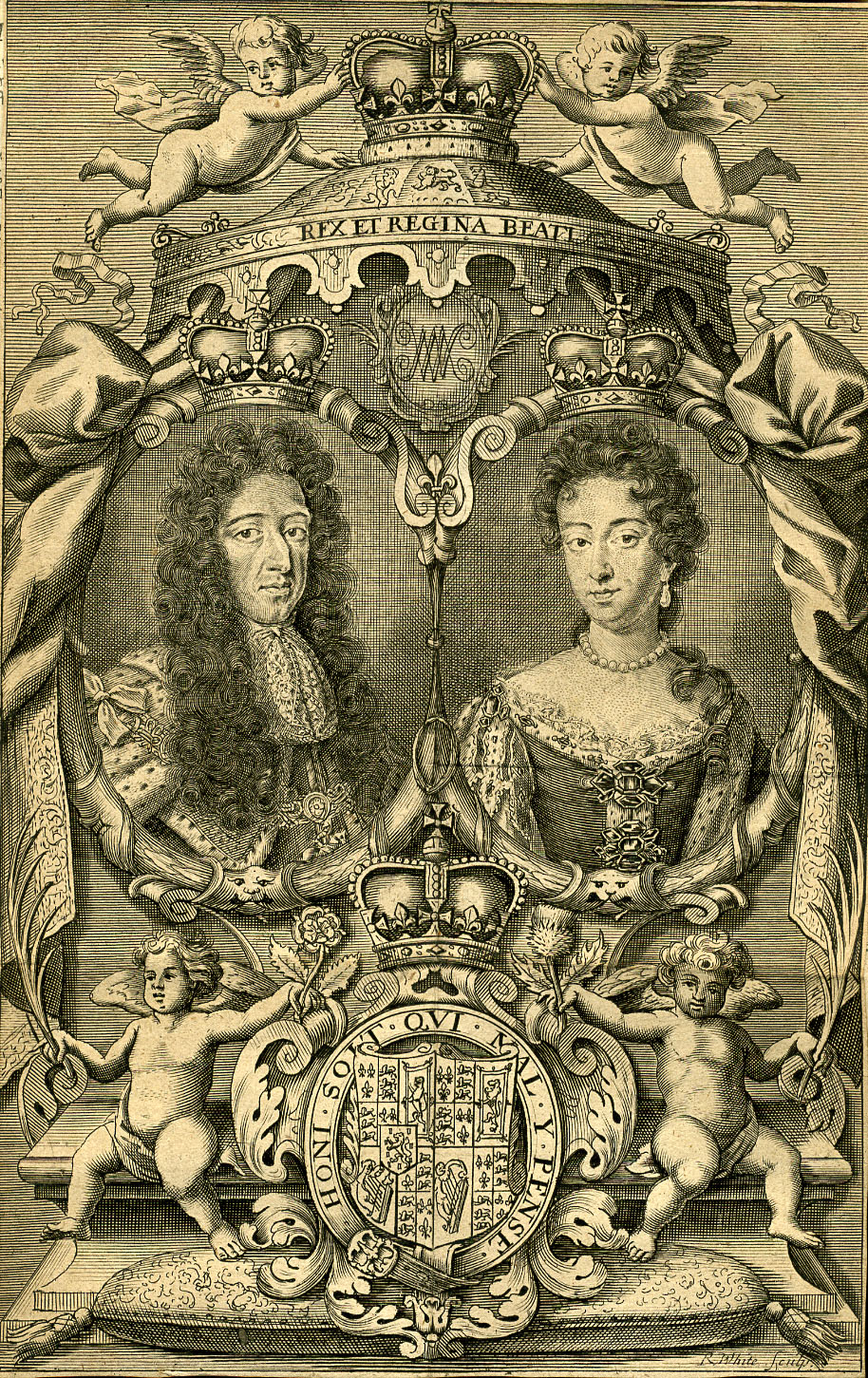
Egy 1703-as metszet III. Vilmosról és II. Máriáról

Bár a whig párt volt Vilmos legnagyobb támogatója, az uralkodó eleinte megpróbált egyensúlyt teremteni a whigek és a toryk között. A köztudottan visszafogottan politizáló George Savile-nek, Halifax első márkijának még uralkodása elején sikerült megszereznie Vilmos bizalmát. A whigek, akik többségben voltak a parlamentben, arra számítottak, hogy dominálni fognak a kormányban, csalódtak, amikor Vilmos nem adott nekik erre lehetőséget.
Ez az „egyensúlyozó” politika csupán 1690-ig tartott, mivel a parlamenti csoportok konfliktusai ellehetetlenítették a hatékony kormányzást, amiért is Vilmos új választást írt ki.
A választás után Vilmos a Danby earlje és Nottingham earlje vezette toryk pártjára állt. A toryk azonban nem segítettek neki, amikor a parlament jóváhagyásáért folyamodott a franciaországi háború folytatásához, ezért a király a whigek egyik csoportját, az úgynevezett juntokat kezdte pártolni.
1695-ben feloszlatta a parlamentet, és az újonnan választott parlamentben ismét a whigek kerültek többségbe. Amikor 1696-ban leleplezték a jakobiták Vilmos meggyilkolására szőtt tervét, többen Vilmos pártjára álltak. A parlament kiadott egy ún. bill of attaindert (jogfosztást kimondó törvényt), aminek alapján Sir John Fenwicket, a jakobita csoport vezetőjét 1697-ben lefejezték.

### Európai háború
Vilmos sokáig háborúzott Franciaországgal, így nem tudott új királyságára figyelni. Anglia csatlakozott az augsburgi ligához, amelyet akkoriban csak „Nagy Szövetség” néven emlegettek. Amíg Vilmos távol volt, addig Mária kormányozta Angliát, de férje tanácsát mindig kikérte. Ahányszor Vilmos hazatért, Mária önként mondott le a hatalomról. Ez így ment egészen a haláláig.

## Az utolsó évek
1694. december 28-án Mária himlőben meghalt, így Vilmosnak egyedül kellett uralkodnia. Bár korábban nem bánt jól feleségével, szeretőt is tartott (Elizabeth Villiers), Vilmos mélyen gyászolta elhunyt feleségét. Vilmost kálvinistaként nevelték, de áttért az anglikán hitre. Népszerűsége Mária halála után egyre csökkent.

### Béke Franciaországgal
1696-ban Drenthe, egy holland tartomány helytartójává választotta Vilmost. Ugyanebben az évben a jakobiták II. Jakabot vissza akarták helyezni a trónra, ezért merényletet követtek el Vilmos ellen, de nem jártak sikerrel. Ezt figyelembe véve XIV. Lajos felajánlotta Jakabnak, hogy a lengyel királyválasztáson rá szavazna. Jakab attól félt, hogyha elfogadja a lengyel koronát, az angolok szemében többé nem lesz méltó a királyi címre. Jakab döntése végzetes volt: Franciaország egy éven belül megtagadta támogatását. Az 1697. szeptember 20-án megkötött rijswijki béke értelmében a „Nagy Szövetség” háborúi véget értek, XIV. Lajos elismerte III. Vilmost anglia királyának és megvonta támogatását Jakabtól. Ezután már a jakobiták sem tettek komolyabb kísérleteket Vilmos megbuktatására.
Élete vége felé Vilmost – más európai uralkodókhoz hasonlóan – aggasztotta a spanyolországi trónöröklés sorsa; akkoriban hatalmas itáliai, németalföldi és amerikai területek tartoztak a spanyol korona fennhatósága alá. II. Károly spanyol király képtelen volt az uralkodásra és gyermekei sem voltak; legközelebbi rokonai közé tartozott XIV. Lajos és I. Lipót német-római császár. Vilmos nem akarta, hogy bármelyikük is megszerezze a birodalmat, mert akkor az Anglia számára létfontosságú európai hatalmi egyensúly könnyen felborulhatott volna.

### A brit trónöröklés kérdése
Vilmosnak nem csak a spanyol trónöröklés kérdése okozott problémát. Máriával kötött házasságából nem született gyermeke, és nem volt valószínű, hogy valaha újranősül. Mária testvére, Anna több gyermeket is szült, de mindegyik meghalt még gyermekkorában. Oldenburgi Vilmos gloucesteri herceg halálával Anna lett az egyetlen várományosa a trónnak a Bill of Rights által felállított örökösödési sorrend értelmében. Mivel az örökösödési vonal teljes kihalása II. Jakab örököseinek trónkövetelésével fenyegetett volna, a parlament 1701-ben úgy határozott, hogy egy távoli rokon, Zsófia, a hannoveri választófejedelem felesége örökli a trónt, amennyiben mind Vilmos, mind Anna gyermek nélkül halna meg. A döntés kiterjedt Angliára és Írországra, de Skóciára nem, a skótok véleményét nem kérték ki Zsófia kiválasztása előtt.

## Halála
1702-ben Vilmos egy kulcscsonttörés komplikációi következtében kialakult tüdőgyulladásban hunyt el, nem sokkal azután, hogy leesett Sorrel nevű lováról. Mivel a ló egy vakondtúrásban bukott fel, Jakab hívei koccintottak a „kis fekete bársonykabátos úriember” egészségére. Vilmost felesége mellett, a westminsteri apátságban helyezték végső nyugalomra.
Vilmos halála egyben a holland Orániai–Nassau-ház végét is jelentette, amelynek tagjai a Holland Köztársaság tartományainak helytartói voltak I. Vilmos óta. Az öt tartomány, melynek III. Vilmos a helytartója volt, felfüggesztette a helytartói címet. Így III. Vilmos volt I. Vilmos utolsó, apai ági leszármazottja a holland tartományi helytartók között.
Anglia trónján Anna követte.

## Öröksége

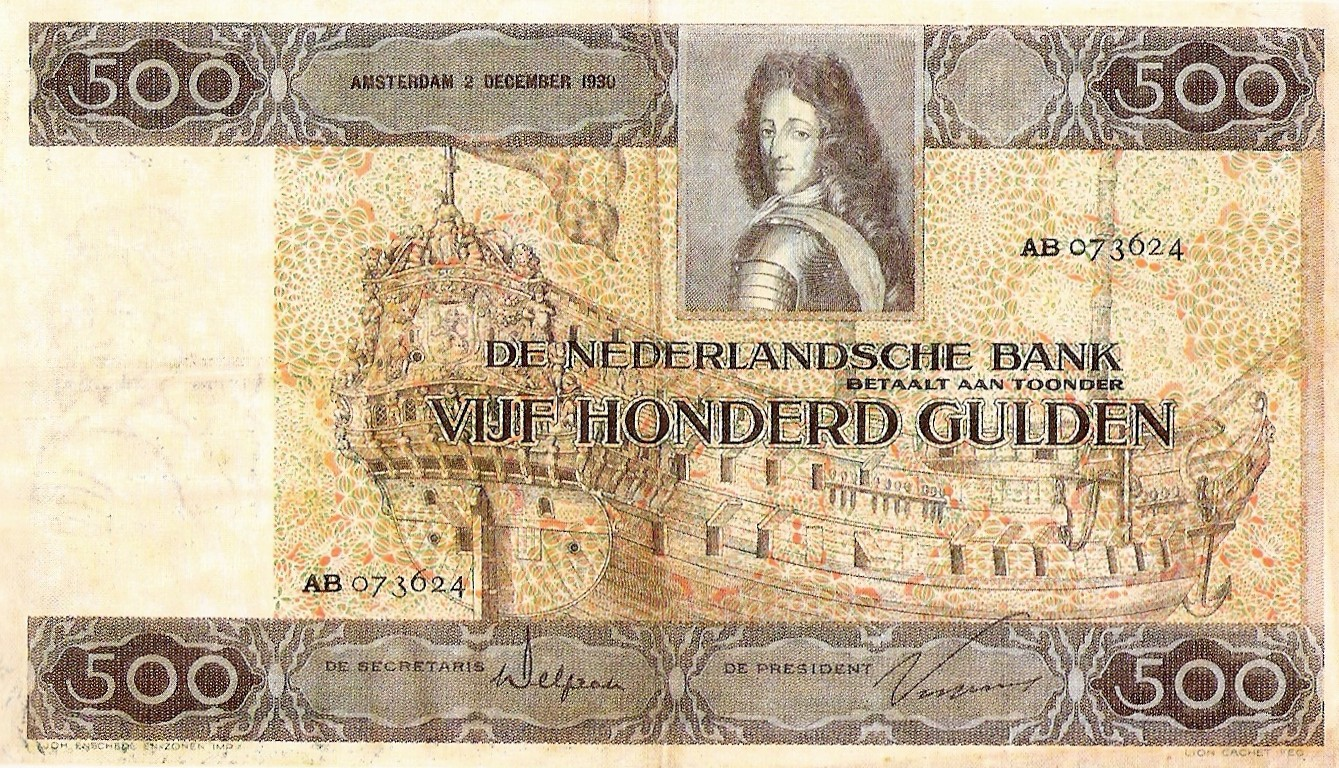
Vilmos portréja az 1930-as kibocsátású holland 500 guldenes bankjegyen

Vilmos egyik legnagyobb érdeme, hogy sikerült megfékeznie Franciaországot akkor, amikor az képes lett volna hatással lenni egész Európára. Ez halála után is folytatódott, a spanyol örökösödési háborúban. Vilmosnak sikerült elcsitítania a parlament és az uralkodóház közötti konfliktust, mely I. Jakab, Anglia első Stuart királyának megkoronázásával kezdődött 1603-ban. Az uralkodó és a parlament harca akkor polgárháborúhoz vezetett. Vilmos uralkodása alatt a légkör nyugodtabbá vált, a parlament 1689-ben a Bill of Rights segítségével korlátozta az uralkodó hatalmát, az 1701-es Act of Settlement pedig az örökösödési vonalat irányozta elő.
1693-ban Vilmos College of William and Mary néven iskolát alapított Virginia államban. Nassau, a Bahama-szigetek fővárosa Vilmosról kapta a nevét 1695-ben. A New York-i Nassau megyét (Long Island) hasonlóképpen Vilmosról nevezték el. Long Island maga is a Nassau nevet viselte a holland uralom első éveiben. Bár többen is úgy gondolják, hogy a Princeton Egyetem és maga Princeton városa is Vilmosról kapta a nevét, ez nem így van; bár az egyetem Nassau Hall nevű termét valóban róla nevezték el.

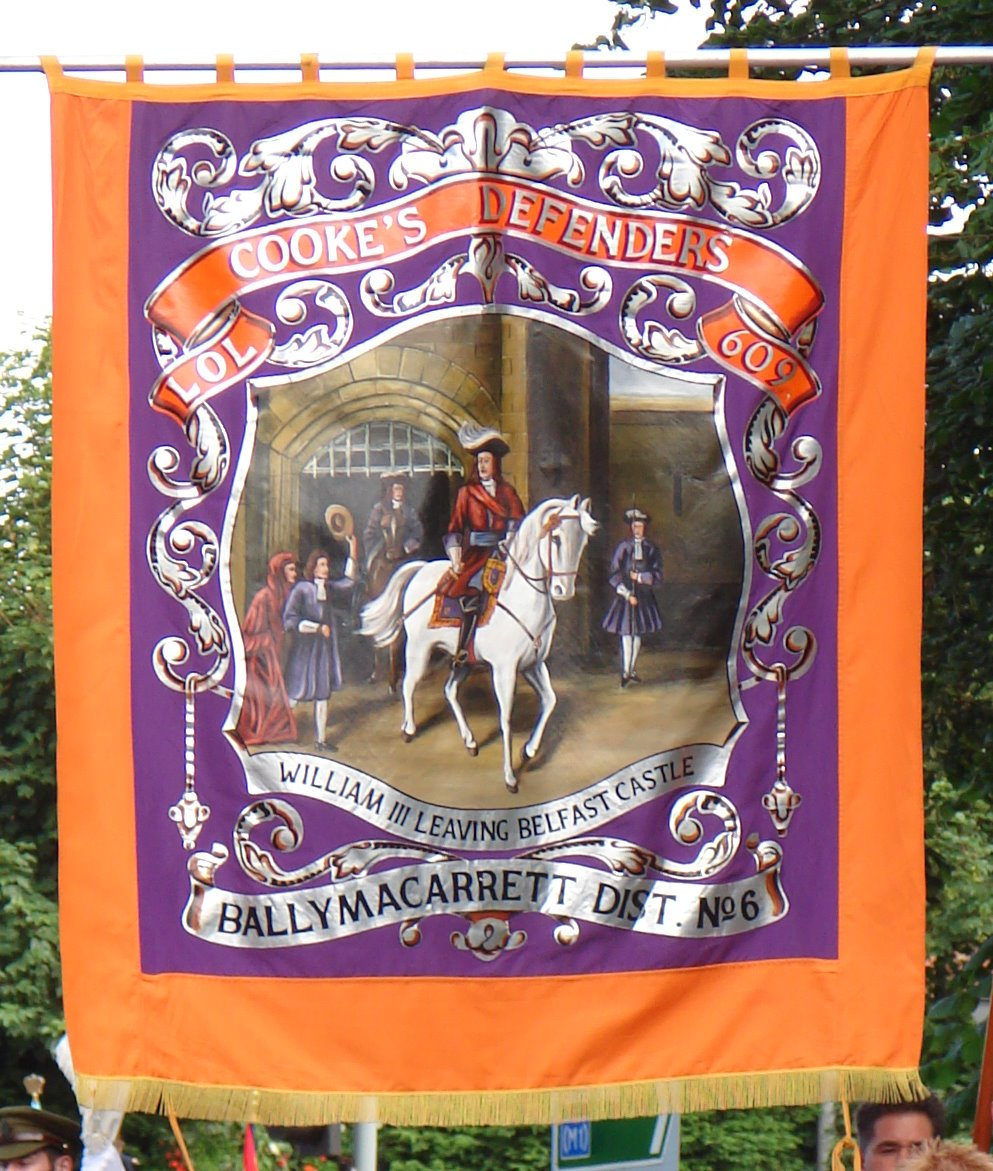
Modernkori orániai zászló

## Címei és címere

Vilmos címere

1672-től Vilmos a Holland helytartója, Oránia hercege címet viselte. Miután Nagy-Britanniában trónra került, Vilmos és felesége az Anglia, Skócia, Franciaország és Írország királya és királynője, A Hit Védelmezői címet viselték. (A Franciaország királya cím csak nominális, III. Eduárd óta minden angol uralkodó használta, függetlenül attól, mekkora területet birtokoltak Franciaországban).

## A populáris kultúrában
1937-ben Bernard Lee alakította III. Vilmost a The Black Tulip című filmben, melyet Alexandre Dumas regénye ihletett. 1945-ben a Captain Kidd című filmben Henry Daniell, az 1952-ben bemutatott Against All Flags című alkotásban Olaf Hytten személyesítette meg. A BBC által készített 1969-es drámasorozatban, a The First Churchills-ben Alan Rowe játszotta Vilmost, az 1986-os NBC-minisorozatban, a Nagy Péterben pedig Laurence Olivier. A Virginia Woolf regénye alapján készült Orlando című 1992-es filmben Thom Hoffman, az 1995-ös England, My England című filmben pedig Corin Redgrave alakította a királyt. A 2003-as, Charles II: The Power & the Passion című BBC-sorozatban Jochum ten Haaf-ra osztották a szerepet, míg a 2008-as, szintén BBC által készített King Billy Above All című alkotásban Russell Pate játszotta a szerepet.
A 2015-ben készült Michiel de Ruyter (angol és magyar nyelven Admiral/Admirális) c. holland filmben Egbert-Jan Weber játszotta III. Vilmost.

## Fordítás
- Ez a szócikk részben vagy egészben  a   William III of England című angol Wikipédia-szócikk fordításán alapul.  Az eredeti cikk szerkesztőit annak laptörténete sorolja fel. Ez a jelzés csupán a megfogalmazás eredetét és a szerzői jogokat jelzi, nem szolgál a cikkben szereplő információk forrásmegjelöléseként.

## Bibliográfia
- Claydon, Tony: William III: Profiles in Power. London : Longman, 2002. ISBN 0-582-40523-8 British Library Catalogue[halott link], Google Books[halott link], Amazon.com
- Meinel, Freidrich: Samuel Chappuzeau 1625–1701. Disszertáció. Lipcse : Lipcsei Egyetem, 1908.
- Troost, Wout: William III, the Stadholder-king: A Political Biography. (Fordította: J.C. Grayson) Aldershot: Ashgate, 2005. ISBN 0-7546-5071-5 British Library Catalogue[halott link], Google Books, Amazon.com
- Van der Kiste, John: William and Mary. Stroud : Sutton, 2003. ISBN 0-7509-3048-9 British Library Catalogue[halott link], Google Books, Amazon.com
- Van der Zee, Henri és Barbara: William and Mary. New York : Knopf, 1973. ISBN 0-394-48092-9 Library of Congress Catalogue, Google Books, Amazon.com

## Lásd még
- Hollandia uralkodóinak listája
- Holland uralkodók házastársainak listája
- Hollandia uralkodóinak családfája

| Előző uralkodó: II. Vilmos | Hollandia stadhouder-e (helytartója) 1672 – 1702 1650-től 1672-ig a tisztség betöltetlen | Következő uralkodó: János Vilmos Friso |

| Előző uralkodó: II. Jakab | Anglia királya 1689 – 1702 | Következő uralkodó: Anna |